# Jezdimir Studić
Jezdimir Studić (srbsko Јездимир Студић), kosovsko-srbski vojaški zdravnik (ftiziolog) in častnik, * 12. februar 1902, † 1. november 1960.

## Življenjepis
Studić je diplomiral na Medicinski fakulteti v Gradcu in se nato pridružil VKJ kot zdravnik v Glavni vojaški bolnici. 
Po drugi svetovni vojni je bil načelnik Klinike za pljučne bolezni JLA, načelnik Vojaškega inštituta za tuberkulozo, profesor na VMA JLA,... Velja za začetnika zdravljenja tuberkuloze v JLA.